# Ruwiel
Ruwiel é um antigo município da província holandesa de Utreque. A cidade existiu de 1818 até 1964, quando foi fundida com Breukelen.